# Leptochelina jaujensis
Leptochelina jaujensis là một loài ruồi trong họ Asilidae. Leptochelina jaujensis được Artigas miêu tả năm 1970. Loài này phân bố ở vùng Tân nhiệt đới.